# Варијанса
Дисперзија или варијанса је појам из теорије вероватноће и статистике. Она представља математичко очекивање одступања случајне променљиве од њене средње вредности. Варијанса је мера дисперзије, што значи да изражава колико је скуп бројева раширен од њихове просечне вредности. Варијанса има централну улогу у статистици, где неке идеје које је користе укључују дескриптивну статистику, статистичко закључивање, тестирање хипотезе, адекватност уклапања и Монте Карло узорковање. Варијанца је важан алат у науци, где је уобичајена примена статистичке анализе података. Варијанца је квадрат стандардне девијације, други централни моменат дистрибуције и коваријанса случајне променљиве са самом собом, а често се представља са {\displaystyle \sigma ^{2}}, {\displaystyle s^{2}}, {\displaystyle \operatorname {Var} (X)}, {\displaystyle V(X)}, или {\displaystyle \mathbb {V} (X)}.
На пример, савршена коцка за игру може да да један од 6 исхода. Очекивана вредност броја којег ће коцка да покаже је (1 + 2 + 3 + 4 + 5 + 6)/6 = 3,5, очекивана стандардна девијација је σ ≈ 1.71 (квадратни корен аритметичке средине једнаковероватних квадрата апсолутних одступања: 3,5 − 1, 3,5 − 2, 3,5 − 3, 4 − 3,5, 5 − 3,5, 6 − 3,5, што даје 2,5, 1,5, 0,5, 0,5, 1,5, 2,5), очекивано квадратно одступање или варијанса је  17,5/6 ≈ 2,9 (средња вредност једнаковероватних квадрата одступања: 2,52, 1,52, 0,52, 0,52, 1,52, 2,52).

## Дефиниција
Нека је {\displaystyle \mu =\operatorname {E} (X)} математичко очекивање реалног случајног вектора {\displaystyle X} за који постоји интеграл квадрата његових вредности. Тада је варијанса случајне променљиве:
{\displaystyle \operatorname {Var} (X):=\operatorname {V} (X):=\operatorname {E} {\bigl (}(X-\mu )(X-\mu )^{T}{\bigr )}.}
Ако је вектор {\displaystyle X} једнодимензионалан, услови за {\displaystyle X} могу да се упросте. Ако је {\displaystyle E(X)<\infty }, онда важи:
{\displaystyle \operatorname {Var} (X)=\operatorname {E} {\bigl (}(X-\mu )^{2}{\bigr )}.}
Ова дефиниција обухвата случајне варијабле које су генерисане процесима који су дискретни, континуирани, ни једно ни друго или мешовити. Варијанса се такође може сматрати коваријансом случајне променљиве са самом собом:
{\displaystyle \operatorname {Var} (X)=\operatorname {Cov} (X,X).}
Варијанса је такође еквивалентна другом кумуланту дистрибуције вероватноће која генерише {\displaystyle X}. Варијанса се обично означава као {\displaystyle \operatorname {Var} (X)}, или понекад као {\displaystyle V(X)} или {\displaystyle \mathbb {V} (X)}, или симболично као {\displaystyle \sigma _{X}^{2}} или једноставно {\displaystyle \sigma ^{2}} (изговара се „сигма на квадрат”). Израз за варијансу се може проширити на следећи начин:
{\displaystyle {\begin{aligned}\operatorname {Var} (X)&=\operatorname {E} \left[(X-\operatorname {E} [X])^{2}\right]\\[4pt]&=\operatorname {E} \left[X^{2}-2X\operatorname {E} [X]+\operatorname {E} [X]^{2}\right]\\[4pt]&=\operatorname {E} \left[X^{2}\right]-2\operatorname {E} [X]\operatorname {E} [X]+\operatorname {E} [X]^{2}\\[4pt]&=\operatorname {E} \left[X^{2}\right]-\operatorname {E} [X]^{2}\end{aligned}}}
Другим речима, варијанса X је једнака средњој вредности квадрата X минус квадрат средње вредности X. Ова једначина не би требало да се користи за прорачуне коришћењем аритметике са плутајућим зарезом, јер пати од катастрофалног поништавања ако су две компоненте једначине сличне по величини. За друге нумерички стабилне алтернативе погледајте алгоритме за израчунавање варијансе.

### Дискретна случајна променљива
Ако је генератор случајне променљиве {\displaystyle X} дискретан са функцијом вероватноће {\displaystyle x_{1}\mapsto p_{1},x_{2}\mapsto p_{2},\ldots ,x_{n}\mapsto p_{n}}, онда је
{\displaystyle \operatorname {Var} (X)=\sum _{i=1}^{n}p_{i}\cdot (x_{i}-\mu )^{2},}
где је {\displaystyle \mu } очекивана вредност. То је,
{\displaystyle \mu =\sum _{i=1}^{n}p_{i}x_{i}.}
(Када је таква дискретна пондерисана варијанса одређена пондерима чији збир није 1, тада се дели збиром пондера.)
Варијанца колекције од {\displaystyle n} једнако вероватних вредности може се написати као
{\displaystyle \operatorname {Var} (X)={\frac {1}{n}}\sum _{i=1}^{n}(x_{i}-\mu )^{2}}
где је {\displaystyle \mu } просечна вредност. То је,
{\displaystyle \mu ={\frac {1}{n}}\sum _{i=1}^{n}x_{i}.}
Варијанца скупа од {\displaystyle n} једнако вероватних вредности може бити еквивалентно изражена, без директног позивања на средњу вредност, у смислу квадрата одступања свих тачака једне од друге:
{\displaystyle \operatorname {Var} (X)={\frac {1}{n^{2}}}\sum _{i=1}^{n}\sum _{j=1}^{n}{\frac {1}{2}}(x_{i}-x_{j})^{2}={\frac {1}{n^{2}}}\sum _{i}\sum _{j>i}(x_{i}-x_{j})^{2}.}

### Апсолутно континуирана случајна променљива
Ако рандомна променљива {\displaystyle X} има функцију густине вероватноће {\displaystyle f(x)}, и {\displaystyle F(x)} је кореспондирајућа кумулативна функција расподеле, онда је 
{\displaystyle {\begin{aligned}\operatorname {Var} (X)=\sigma ^{2}&=\int _{\mathbb {R} }(x-\mu )^{2}f(x)\,dx\\[4pt]&=\int _{\mathbb {R} }x^{2}f(x)\,dx-2\mu \int _{\mathbb {R} }xf(x)\,dx+\mu ^{2}\int _{\mathbb {R} }f(x)\,dx\\[4pt]&=\int _{\mathbb {R} }x^{2}\,dF(x)-2\mu \int _{\mathbb {R} }x\,dF(x)+\mu ^{2}\int _{\mathbb {R} }\,dF(x)\\[4pt]&=\int _{\mathbb {R} }x^{2}\,dF(x)-2\mu \cdot \mu +\mu ^{2}\cdot 1\\[4pt]&=\int _{\mathbb {R} }x^{2}\,dF(x)-\mu ^{2},\end{aligned}}}
или еквивалентно,
{\displaystyle \operatorname {Var} (X)=\int _{\mathbb {R} }x^{2}f(x)\,dx-\mu ^{2},}
где је {\displaystyle \mu } очекивана вредност од {\displaystyle X} дата са
{\displaystyle \mu =\int _{\mathbb {R} }xf(x)\,dx=\int _{\mathbb {R} }x\,dF(x).}
У овим формулама, интеграли у односу на {\displaystyle dx} и {\displaystyle dF(x)} су Лебесгов и Лебесг–Стилтјеов интеграл, респетивно.
Ако је функција {\displaystyle x^{2}f(x)} интеграбилна по Риману на сваком коначном интервалу {\displaystyle [a,b]\subset \mathbb {R} ,} онда је
{\displaystyle \operatorname {Var} (X)=\int _{-\infty }^{+\infty }x^{2}f(x)\,dx-\mu ^{2},}
при чему је овај интеграл неправилан Риманов интеграл.

## Примери

### Експоненцијална дистрибуција
Експоненцијална расподела са параметром λ је континуирана расподела чија је функција густине вероватноће дата са
{\displaystyle f(x)=\lambda e^{-\lambda x}}
на интервалу [0, ∞). Може се показати да је његова средња вредност
{\displaystyle \operatorname {E} [X]=\int _{0}^{\infty }\lambda xe^{-\lambda x}\,dx={\frac {1}{\lambda }}.}
Користећи интеграцију по деловима и употребљавајући очекивану вредност која је већ израчуната, добија се:
{\displaystyle {\begin{aligned}\operatorname {E} \left[X^{2}\right]&=\int _{0}^{\infty }\lambda x^{2}e^{-\lambda x}\,dx\\&=\left[-x^{2}e^{-\lambda x}\right]_{0}^{\infty }+\int _{0}^{\infty }2xe^{-\lambda x}\,dx\\&=0+{\frac {2}{\lambda }}\operatorname {E} [X]\\&={\frac {2}{\lambda ^{2}}}.\end{aligned}}}
Стога је варијанса од X дата изразом
{\displaystyle \operatorname {Var} (X)=\operatorname {E} \left[X^{2}\right]-\operatorname {E} [X]^{2}={\frac {2}{\lambda ^{2}}}-\left({\frac {1}{\lambda }}\right)^{2}={\frac {1}{\lambda ^{2}}}.}

### Бацање коцке
Шестострана коца се може моделовати као дискретна рандомна променљива, X, са исходима од 1 до 6, сваки са једнаком вероватноћом 1/6. Очекивана вредност X је {\displaystyle (1+2+3+4+5+6)/6=7/2.} Дакле, варијанса X је
{\displaystyle {\begin{aligned}\operatorname {Var} (X)&=\sum _{i=1}^{6}{\frac {1}{6}}\left(i-{\frac {7}{2}}\right)^{2}\\[5pt]&={\frac {1}{6}}\left((-5/2)^{2}+(-3/2)^{2}+(-1/2)^{2}+(1/2)^{2}+(3/2)^{2}+(5/2)^{2}\right)\\[5pt]&={\frac {35}{12}}\approx 2.92.\end{aligned}}}
Општа формула за варијансу исхода, X, n-стране коцке је
{\displaystyle {\begin{aligned}\operatorname {Var} (X)&=\operatorname {E} \left(X^{2}\right)-(\operatorname {E} (X))^{2}\\[5pt]&={\frac {1}{n}}\sum _{i=1}^{n}i^{2}-\left({\frac {1}{n}}\sum _{i=1}^{n}i\right)^{2}\\[5pt]&={\frac {(n+1)(2n+1)}{6}}-\left({\frac {n+1}{2}}\right)^{2}\\[4pt]&={\frac {n^{2}-1}{12}}.\end{aligned}}}

### Често коришћене дистрибуције вероватноће
Следећа табела наводи варијансу за неке често коришћене дистрибуције вероватноће.
| Назив расподеле вероватноће        | Функција расподеле вероватноће | Аритметичка средина                   | Варијанса                                 |
| ---------------------------------- | --- | ------------------------------------- | ----------------------------------------- |
| Биномна расподела                  | {\displaystyle \Pr \,(X=k)={\binom {n}{k}}p^{k}(1-p)^{n-k}}                                                                                  | {\displaystyle np}                    | {\displaystyle np(1-p)}                   |
| Геометријска расподела             | {\displaystyle \Pr \,(X=k)=(1-p)^{k-1}p} | {\displaystyle {\frac {1}{p}}}        | {\displaystyle {\frac {(1-p)}{p^{2}}}}    |
| Нормална расподела                 | {\displaystyle f\left(x\mid \mu ,\sigma ^{2}\right)={\frac {1}{\sqrt {2\pi \sigma ^{2}}}}e^{-{\frac {(x-\mu )^{2}}{2\sigma ^{2}}}}}          | {\displaystyle \mu }                  | {\displaystyle \sigma ^{2}}               |
| Униформна расподела (континуирана) | {\displaystyle f(x\mid a,b)={\begin{cases}{\frac {1}{b-a}}&{\text{for }}a\leq x\leq b,\\[3pt]0&{\text{for }}x<a{\text{ or }}x>b\end{cases}}} | {\displaystyle {\frac {a+b}{2}}}      | {\displaystyle {\frac {(b-a)^{2}}{12}}}   |
| Експоненцијална расподела          | {\displaystyle f(x\mid \lambda )=\lambda e^{-\lambda x}}                                                                                     | {\displaystyle {\frac {1}{\lambda }}} | {\displaystyle {\frac {1}{\lambda ^{2}}}} |
| Поасонова расподела                | {\displaystyle f(k\mid \lambda )={\frac {e^{-\lambda }\lambda ^{k}}{k!}}}                                                                    | {\displaystyle \lambda }              | {\displaystyle \lambda }                  |